# Serrat del Farro
El Serrat del Farro és una muntanya de 1.706 metres que es troba al municipi de Llavorsí, a la comarca del Pallars Sobirà.